# Lepidonia
Lepidonia là một chi thực vật có hoa trong họ Cúc (Asteraceae).

## Loài
Chi Lepidonia gồm các loài: